# فهرست آثار ملی شهرستان لامرد
فهرست آثار ملی شهرستان لامرد بخشی از آثار ملی استان فارس در ایران است.
آثار ثبت‌شده شهرستان در این فهرست شامل ۳۰ اثر است.

## فهرست
| کد ثبتی | نام                                 | شهر   | موقعیت جغرافیایی                                          | طول و عرض جغرافیایی                                           | سال ثبت    | قدمت                   | نگاره        |
| ------- | ----------------------------------- | ----- | --------------------------------------------------------- | ------------------------------------------------------------- | ---------- | ---------------------- | ------------ |
| ۶۷۹۱    | گورستان ملایی                       | لامرد | فارس، شهرستان لامرد، بخش علا مرودشت، روستای ملایی         | ۲۷°۳۱′۲۲″شمالی ۵۳°۱۴′۱۲″شرقی / ۲۷٫۵۲۲۹۰۶°شمالی ۵۳٫۲۳۶۵۴۹°شرقی | ۱۳۸۱/۱۰/۱۰ | اسلامی                 |              |
| ۶۷۹۲    | آب‌بند سدا                           | لامرد | فارس، شهرستان لامرد، بخش علا مرودشت، روستای خشتی          |                                                               | ۱۳۸۱/۱۰/۱۰ | اسلامی                 |              |
| ۶۷۹۳    | گورستان پنگرو                       | لامرد | فارس، شهرستان لامرد، بخش مرکزی، روستای پنگرو              |                                                               | ۱۳۸۱/۱۰/۱۰ | اسلامی                 |              |
| ۶۷۹۴    | آسیاب‌آبی پسبند                      | لامرد | فارس، شهرستان لامرد، بخش اشکنان، دهستان اصل، روستای پسبند |                                                               | ۱۳۸۱/۱۰/۱۰ | اسلامی                 |              |
| ۶۷۹۵    | آب‌بند لاور                          | لامرد | فارس، شهرستان لامرد، بخش اشکنان، روستای لاور              |                                                               | ۱۳۸۱/۱۰/۱۰ | اسلامی                 |              |
| ۶۷۹۶    | کانال شتر گلو                       | لامرد | فارس، شهرستان لامرد، بخش علا مرودشت، روستای فخرابی        |                                                               | ۱۳۸۱/۱۰/۱۰ | ساسانی                 |              |
| ۶۷۹۷    | پل آبرسان                           | لامرد | فارس، شهرستان لامرد، بخش اشکنان، روستای رکن آباد          |                                                               | ۱۳۸۱/۱۰/۱۰ | اسلامی                 |              |
| ۶۷۹۸    | گورستان دهنو                        | لامرد | فارس، شهرستان لامرد، بخش علامرودشت، روستای دهنو           |                                                               | ۱۳۸۱/۱۰/۱۰ | صفویه تا قاجاریه       |              |
| ۶۷۹۹    | گورستان روگیر                       | لامرد | فارس، شهرستان لامرد، بخش علامرودشت، روستای روگیر          | ۲۷°۳۳′۱۷″شمالی ۵۳°۰۹′۳۱″شرقی / ۲۷٫۵۵۴۷۸۵°شمالی ۵۳٫۱۵۸۶۲۵°شرقی | ۱۳۸۱/۱۰/۱۰ | اسلامی                 |              |
| ۹۲۱۵    | کلات ظالمی                          | لامرد | شهرستان لامرد، بخش علامرودشت، روستای ظالمی                |                                                               | ۱۳۸۲/۰۴/۲۴ | اشکانی (پارت) ـ ساسانی |              |
| ۹۲۱۶    | قلعه گوری رکن‌آباد                   | لامرد | شهرستان لامرد، بخش اشکنان، روستای رکن آباد                |                                                               | ۱۳۸۲/۰۴/۲۴ | تاریخی                 |              |
| ۹۲۱۷    | قلعه گبری لامرد                     | لامرد | یک کیلومتری جنوب غرب شهر لامرد، جنوب محله سورغال          |                                                               | ۱۳۸۲/۰۴/۲۴ | تاریخی                 |              |
| ۹۲۱۸    | تپه ده‌گچی                           | لامرد | شهرستان لامرد، بخش مرکزی، دهستان چاه ورز، روستای احشام    |                                                               | ۱۳۸۲/۰۴/۲۴ | تاریخی ـ اسلامی        |              |
| ۹۲۱۹    | تل دعوتی                            | لامرد | شهرستان لامرد، بخش علا مرودشت، روستای خشت یاخشتی          |                                                               | ۱۳۸۲/۰۴/۲۴ | تاریخی                 | تل دعوتی     |
| ۹۲۲۰    | محوطه تپه گلرخ                      | لامرد | شهرستان لامرد، بخش مرکزی، دهستان چاه وند                  |                                                               | ۱۳۸۲/۰۴/۲۴ | تاریخی ـ اسلامی        |              |
| ۹۲۲۱    | تل موسی                             | لامرد | شهرستان لامرد، بخش علامرودشت، دهستان خیرگو، روستای شاوران | ۲۷°۳۲′۱۶″شمالی ۵۳°۱۲′۳۸″شرقی / ۲۷٫۵۳۷۶۵۳°شمالی ۵۳٫۲۱۰۵۶۴°شرقی | ۱۳۸۲/۰۴/۲۴ | تاریخی ـ اسلامی        |              |
| ۹۲۲۲    | تل جت                               | لامرد | شهرستان لامرد، بخش علامرودشت، روستای چاه عینی             | ۲۷°۳۸′۳۲″شمالی ۵۲°۵۹′۲۲″شرقی / ۲۷٫۶۴۲۲۴°شمالی ۵۲٫۹۸۹۳۷۸°شرقی  | ۱۳۸۲/۰۴/۲۴ | تاریخی ـ اسلامی        | تل جت        |
| ۹۲۲۳    | چهارطاقی ظالمی                      | لامرد | شهرستان لامرد، بخش علامرودشت، روستای ظالمی                |                                                               | ۱۳۸۲/۰۴/۲۴ | ساسانی                 |              |
| ۹۲۲۴    | تل علامرودشت                        | لامرد | شهرستان لامرد، بخش علامرودشت، روستای چاه عینی             | ۲۷°۳۷′۵۲″شمالی ۵۲°۵۹′۳۸″شرقی / ۲۷٫۶۳۰۹۹۶°شمالی ۵۲٫۹۹۳۹۹۱°شرقی | ۱۳۸۲/۰۴/۲۴ | تاریخی ـ اسلامی        | تل علامرودشت |
| ۹۲۲۵    | محوطه امامزاده حاصل                 | لامرد | شهرستان لامرد، بخش علامرودشت، روستای فخرابی               |                                                               | ۱۳۸۲/۰۴/۲۴ | تاریخی                 |              |
| ۹۲۲۶    | محوطه شاه پیر غیب                   | لامرد | شهرستان لامرد، بخش علامرودشت، روستای دهنو                 | ۲۷°۳۵′۴۹″شمالی ۵۳°۰۲′۴۹″شرقی / ۲۷٫۵۹۶۸۶۷°شمالی ۵۳٫۰۴۶۹۰۶°شرقی | ۱۳۸۲/۰۴/۲۴ | اسلامی                 |              |
| ۹۲۲۷    | محوطه تمب کنارو ۱                   | لامرد | شهرستان لامرد، بخش اشکنان، روستای رکن آباد                |                                                               | ۱۳۸۲/۰۴/۲۴ | تاریخی                 |              |
| ۹۲۲۸    | تل شهر                              | لامرد | شهرستان لامرد، بخش علامرودشت، روستای حسین‌آباد و گل خرک    | ۲۷°۴۲′۳۱″شمالی ۵۲°۵۲′۳۶″شرقی / ۲۷٫۷۰۸۵۸۸°شمالی ۵۲٫۸۷۶۷۶۸°شرقی | ۱۳۸۲/۰۴/۲۴ | تاریخی                 |              |
| ۹۲۲۹    | کلات تنگ خور                        | لامرد | شهرستان لامرد، بخش اشکنان، روستای لاور                    |                                                               | ۱۳۸۲/۰۴/۲۴ | تاریخی ـ اسلامی        |              |
| ۹۲۳۰    | محوطه خفرویه                        | لامرد | شهرستان لامرد، بخش علامرودشت، روستای چاه عینی             | ۲۷°۳۷′۲۳″شمالی ۵۲°۵۷′۴۹″شرقی / ۲۷٫۶۲۳۰۰۲°شمالی ۵۲٫۹۶۳۶۶۱°شرقی | ۱۳۸۲/۰۴/۲۴ | تاریخی                 | محوطه خفرویه |
| ۹۲۳۱    | آب بند رکن‌آباد و خشت                | لامرد | شهرستان لامرد، بخش اشکنان، روستای خشت                     |                                                               | ۱۳۸۲/۰۴/۲۴ | اسلامی                 |              |
| ۹۲۳۲    | آب‌بند رکن‌آباد                       | لامرد | فارس، شهرستان لامرد، بخش اشکنان، روستای خشت               |                                                               | ۱۳۸۲/۰۴/۲۴ | اسلامی                 |              |
| ۹۲۳۳    | تپه تمب کنار و ۲                    | لامرد | شهرستان لامرد، بخش اشکنان، روستای خشت                     |                                                               | ۱۳۸۲/۰۴/۲۴ | تاریخی ـ اسلامی        |              |
| ۹۲۳۴    | کلات خشتی                           | لامرد | شهرستان لامرد، بخش علامرودشت، روستای خشتی                 |                                                               | ۱۳۸۲/۰۴/۲۴ | تاریخی                 |              |
| ۹٬۲۳۵   | امامزاده شاه فرج الله (علیه السلام) | لامرد | شهرستان لامرد، بخش علامرودشت، روستای کهنویه               |                                                               |            | تاریخی                 |              |